# Abiyot Eshetu
Abiyot Eshetu Deme (* 1990) ist eine äthiopische Langstreckenläuferin, die sich auf den Marathon spezialisiert hat.

## Karriere

### Marathon
Im Jahr 2011 startete Abiyot Eshetu am 11. September beim Münster-Marathon und beendete den Lauf mit einer Zeit von 2:20:44 h auf dem achten Platz.
Ihren ersten Podestplatz erreichte sie am 15. April 2012 beim Łódź-Marathon mit einer Zeit von 2:36:43 h und dem zweiten Platz mit einem Rückstand von 41 s auf die Siegerin Agnieszka Gortel. Bei ihrer zweiten Teilnahme am Münster-Marathon am 9. September 2012 wurde sie Dritte mit einer Laufzeit von 2:41:26 h hinter der Siegerin Nancy Joan Rotich und der Zweitplatzierten Caroline Chepkorir Kwambai.
Beim Gutenberg-Marathon in Mainz am 12. Mai 2013 belegte sie den zweiten Platz mit einer Zeit von 2:45:40 h hinter der Siegerin Valary Jemeli Aiyabei. Am 8. September 2013 startete Eshetu zum dritten Mal beim Münster-Marathon erreichte jedoch in einer Zeit von 2:40:24 h lediglich den sechsten Platz.
In ihrem erfolgreichsten Jahr 2015 gewann sie am 19. April 2015 den „Marathon du Lac“ in Annecy mit einer Zeit von 2:36:00 h und einem Vorsprung von 24 s auf ihre Landsfrau Abebech Etcha Bulbula. Ein weiterer Sieg gelang ihr beim 18. Oberelbe-Marathon am 26. April 2015 mit einem neuen Streckenrekord von 2:38:41 h und einem Vorsprung von 24:48 min auf die Zweitplatzierte Läuferin Kristin Hempel. Den dritten Sieg im Jahr 2015 erreichte sie beim Würzburg-Marathon am 17. Mai 2015 mit einem neuen Streckenrekord von 2:34:07 h und einem Vorsprung von 29:48 min auf die Zweitplatzierte Läuferin Julia Roth.
Weitere Podestplatzierungen gelangen ihr bei der vierten Teilnahme am Münster–Marathon am 6. September 2015 und dem zweiten Platz in einer Zeit von 2:37:31 h hinter der Siegerin Nancy Koech. Einen zweiten Platz erreichte sie am 12. September 2015 bei der Teilnahme am 23. Jungfrau-Marathon mit einer Zeit von 3:32:00 h hinter Siegerin Aline Camboulives.
Im Jahr 2016 startete Abiyot Eshetu beim Taipei International Marathon und lief am 20. März in einer Zeit von 2:39:26 h auf den vierten Platz hinter ihrer Landsfrau Meseret Godana Agama. Beim Riga-Marathon am 15. Mai 2016 konnte sie mit einer Zeit von 2:46:06 h auf den fünften Platz laufen.
Ihren offiziell letzten Marathon lief Eshetu am 22. April 2018 in Zürich beim gleichnamigen Zürich-Marathon und belegte den vierten Platz mit einer Laufzeit von 2:45:28 h hinter Purity Kimetto.

### Halbmarathon
Abiyot Eshetu startete in den Jahren von 2011 bis 2013 bei verschiedenen Halbmarathon Wettbewerben. Die erste offiziell ausgewiesene Teilnahme war der Halbmarathon in Pune, bei der sie den vierten Platz mit ihrer persönlichen Bestzeit von 1:15:13 h erreichte. Am Halbmarathon in Pune nahm sie ebenfalls in den Jahren 2012 und 2013 teil und erreichte den sechsten und siebten Platz.
Den größten Erfolg im Halbmarathon konnte sie am 16. September 2012 in Ottendorf feiern. Sie erreichte das Ziel nach 1:17:24 h und erreichte den dritten Platz.